# Košarkaški klub FMP Železnik
Il Košarkaški klub FMP Železnik (in serbo Кошаркашки клуб ФМП Железник?) è stata una società cestistica avente sede nell'omonimo quartiere della città di Belgrado, in Serbia. Fondata nel 1975, cessò di esistere nel 2011, a causa di gravi problemi finanziari e venne inglobata nella Stella Rossa Belgrado.

## Palmarès

### Titoli nazionali
- Coppa di Jugoslavia: 1

1997
- Coppa di Serbia e Montenegro: 2

2003, 2005
- Coppa di Serbia: 1

2007

### Titoli internazionali
- Lega Adriatica: 2

2003-2004, 2005-2006